# Lliboutry-Gletscher
Der Lliboutry-Gletscher ist ein Gletscher an der Loubet-Küste des Grahamlands im Norden der Antarktischen Halbinsel. An der Basis der Arrowsmith-Halbinsel fließt er von den Boyle Mountains in südwestlicher Richtung zum Bourgeois-Fjord.
Das UK Antarctic Place-Names Committee benannte ihn 1983 nach dem französischen Physiker und Glaziologen Louis Antonin François Lliboutry (1922–2007) von der Universität Grenoble, der sich unter anderem mit den Gletschern auf der Antarktischen Halbinsel befasst hatte.